# フォルリ
フォルリ（伊: Forlì ( 音声ファイル)）は、イタリア共和国エミリア＝ロマーニャ州にある都市であり、その周辺地域を含む人口約120,000人の基礎自治体（コムーネ）。フォルリ＝チェゼーナ県の県都の一つである。

## 地理

### 位置・広がり
フォルリ＝チェゼーナ県北部に位置する。チェゼーナと並んで、フォルリ＝チェゼーナ県の県都である。

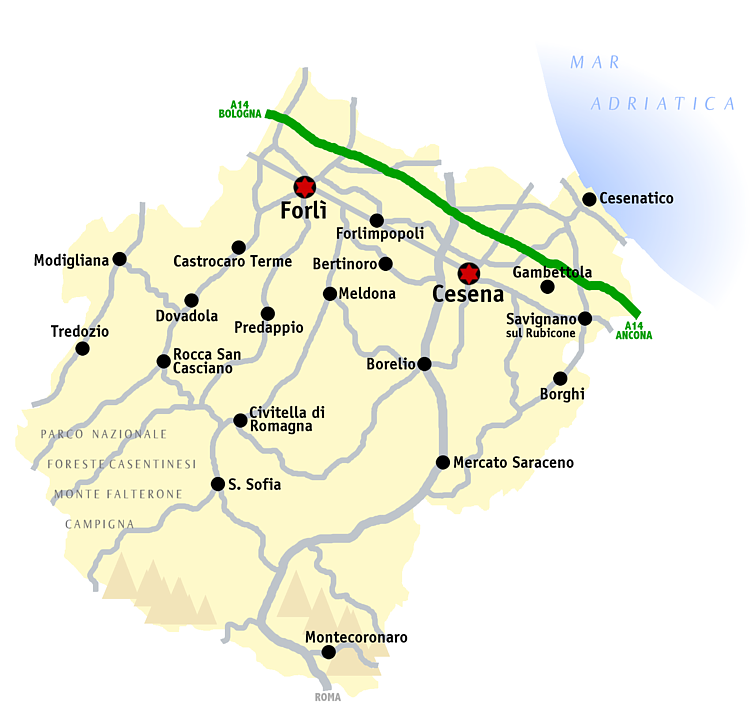
フォルリ＝チェゼーナ県概略図

#### 隣接コムーネ
隣接するコムーネは以下の通り。括弧内のRAはラヴェンナ県所属を示す。
- ベルティノーロ
- ブリシゲッラ (RA)
- カストロカーロ・テルメ・エ・テッラ・デル・ソーレ
- ファエンツァ (RA)
- フォルリンポーポリ
- メルドラ
- プレダッピオ
- ラヴェンナ (RA)
- ルッシ (RA)

### 気候分類・地震分類
フォルリにおけるイタリアの気候分類 (it) および度日は、zona D, 2087 GGである。
また、イタリアの地震リスク階級 (it) では、zona 2 (sismicità media) に分類される。

## 歴史

### 古代
フォルリの周囲には旧石器時代から人が住んでいた。近郊のモンテ・ポッジョーロの丘で、80万年前の地層から粉々になった数千もの火打ち石のかけらが出土している。
言い伝えによれば、フォルリの都市は紀元前188年に共和政ローマのコンスル（執政官）であるガイウス・リウィウス・サリナトルが建設したという。おそらく、フォルム・リウィイ（Forum Livii）は農産物を生産する中程度の都市で、エミリア街道を経由して市場へ届けていたらしい。

### 中世
西ローマ帝国の崩壊後、フォルム・リヴィイはオドアケルの王国に含まれた。その後東ゴート王国に含まれ、ビザンツ勢力のラヴェンナ総督領の外に位置した。
聖メルクリアリス（en:Mercurialis of Forlì、サン・メルクリアーレ、406年没）は市の司教で、のち市内に彼に捧げた教会が建てられた。 
ランゴバルド人支配時代、市はランゴバルドと争い、繰り返し665年、728年、742年と占領された。757年、最終的に市は教皇領に併合された。 
9世紀から（または1世紀早く8世紀とも）、コムーネは司教ら支配権をもぎ取り、イタリア都市国家が自主権をもつ例の一つとなった。これはイタリアにおける都市の最初の復興を合図したものだった。フォルリは889年に初めて共和制をとった。
教皇派と皇帝派の間で起きた中世の争いでは、フォルリは自主性を保持する意味で皇帝派にたった。イタリアでは神聖ローマ帝国を都市が支援することは全て危険であった。最もどう猛なライバルはファエンツァ、ボローニャであった。これらの数世紀、教皇は、時には暴力で、時には餌をちらつかせ、何度もフォルリの支配権を握ろうとした。
さらに本質的な地元フォルリでの競争は、愛国者の間に巻き起こった。1241年、フリードリヒ2世と教皇グレゴリウス9世が争っている間、フォルリ市民は支援をフリードリヒ2世に対し提供した。皇帝はフォルリのライバルであるファエンツァを占領している最中であり、皇帝は謝意としてフォルリにホーエンシュタウフェン家のワシのついたコムーネの紋章を増加、そしてその他に特権を与えた。ホーエンシュタウフェン家の権力が1257年に崩壊すると、忠実な皇帝の司令官グイド1世・ダ・モンテフェルトロが、イタリアに唯一残っていた皇帝派の砦であるフォルリに待避しようとした。彼は民衆隊長（capitano del popolo）の地位を与えられ、フォルリのためにいくつか名の知られる勝利を獲得した。1275年6月15日ポンテ・ディ・サン・プロコロでの対ボローニャ戦、1276年11月14日チヴィテッラにおける、フィレンツェ軍を含む対教皇同盟軍との戦いなどである。フォルリ自身は、マルティヌス4世が送り込んだ強力なフランス遠征軍と1282年5月15日に戦った。ダンテ・アリギエーリがこの戦いを引用している（彼は1303年にスカルペッタ・オルデラッフィ3世にフォルリでもてなしをうけた）。1282年、フォルリ軍はグイド・ダ・モンテフェルトロに率いられていた。有名な占星術師グイド・ボナッティ（フリードリヒ2世の助言者の一人）は、モンテフェルトロの助言者でもあった。
同じ年、疲れ切ったフォルリ議会は教皇勢に服従するのを強いられて、グイドにここを立ち去るよう頼んだ。コムーネは、教皇庁の代理人による直接支配を飲むよりも、すぐに地元のコンドッティエーレに対し服従した。そこで、シモーネ・メスタグエッラ（en:Simone Mestaguerra）は自身がフォルリの君主であることを宣言した。彼は後継者としての新たな君主の権威を残さなかったが、フォルリはマギナルド・パガーニ（en:Maghinardo Pagani）、そしてウグッチオーネ・ファッジュオラ（en:Uguccione della Faggiuola、1297年）らコンドッティエーレが君主となって治め、1302年まではオルデラッフィ家（en:House of Ordelaffi）が権力を握った。 
教皇庁が支援する地元派閥は、1327年から1329年、1359年から1375年の間、幾度かコンドッティエーレ一族を追い払った。それらの出来事の間に、司教たちがオルデラッフィ家によって追放された。この時代、有名な音楽家ウゴリノ・ダ・オルヴィエートもフォルリから避難させられ、彼はフェッラーラへ向かった。ルネサンス期まで、オルデラッフィ家はフォルリの都市部と田園地帯における権力の保持、特に教皇庁が権力者を援護する試みに対して、懸命であった。しばしば、このコンドッティエーレ一族同士が争いを起こした。時には、彼らは金を稼ぐため、またフォルリを守り豊かにするために他の都市国家でコンドッティエーレとして雇われた。 
中世のフォルリは、重要なユダヤ人コミュニティーを抱えていた。彼らは13世紀に学校を持っていた。1418年にはフォルリ在住のユダヤ人によって有名な宗教会議が招集された。彼らは新たな教皇マルティヌス5世にあてた高価な贈り物を代表者に託して贈り、彼が対立教皇ベネディクトゥス13世によって公布された抑圧的な法律を廃止するよう、また、かつての教皇らのもとで容認されていた特権をユダヤ人に授けてくれるよう、祈ったのである。代表者の使命は成功したのだった。

### 近代
オルデラッフィ家の最も知られる人物は、1466年から1480年までフォルリのシニョーリであったピーノ3世オルデラッフィ（Pino III）である。ピーノは無慈悲な人物であった。自身が新たな市壁と建築物を建て市を富ませ、芸術の後援者であったにもかかわらずである。彼は40歳になったばかりで毒殺された。そのときからフォルリの立場は偶発的に起こるオルデラッフィ家の他者との戦いで弱体化していき、教皇シクストゥス4世が新たなシニョーリに実の甥ジローラモ・リアーリオ（en:Girolamo Riario）をつけるまで続いた。リアーリオはカテリーナ・スフォルツァと結婚した。夫の死後、女領主として名をはせる女傑である。彼女はフォルリの独立時代最後を象徴する人物でもあった。1488年にヴィスコンティ家に、1499年にはチェーザレ・ボルジアによりフォルリは掌握された。チェーザレの死後、かつてないほど教皇に直接従属するようになった。
長期間にわたる歴史上のフォルリの不在は、1796年6月に終わる。フランス革命軍が市に入城し、1797年2月7日にはナポレオン・ボナパルトがこの地にやってきた。19世紀、フォルリはイタリア統合の争いに一役買った。ピエロ・マロンチェッリとアウレリーオ・サッフィ（en:Aurelio Saffi）がフォルリで生まれている。
1988年4月16日、テロリスト集団『赤い旅団』が、当時の首相チリアコ・デ・ミタの助言者であった上院議員ロベルト・ルッフィッリをフォルリで殺害した。彼を追悼し、1989年にボローニャ大学経済学部第二部（現在のボローニャ大学フォルリ分校）に彼の名がつけられた。

## 行政

### 分離集落
フォルリには以下の分離集落（フラツィオーネ）がある。
- Bagnolo, Barisano, Borgo Sisa, Branzolino, Bussecchio, Ca' Ossi, Carpena, Carpinello, Casemurate, Caserma, Castiglione, Cava, Collina, Coriano, Durazzanino, Forniolo, Grisignano, Ladino, Magliano, Malmissole, Massa, Ospedaletto, Para, Pescaccia, Petrignone, Pianta, Pieve Acquedotto, Pievequinta, Poggio, Ponte Vico, Quattro, Ravaldino in Monte, Romiti, Roncadello, Ronco, Rotta, Rovere, San Giorgio, San Leonardo in Schiova, San Lorenzo in Noceto, San Martino in Strada, San Martino in Villafranca, San Tomé, San Varano, Vecchiazzano, Villa Rovere, Villa Selva, Villafranca di Forlì, Villagrappa, Villanova

## みどころ

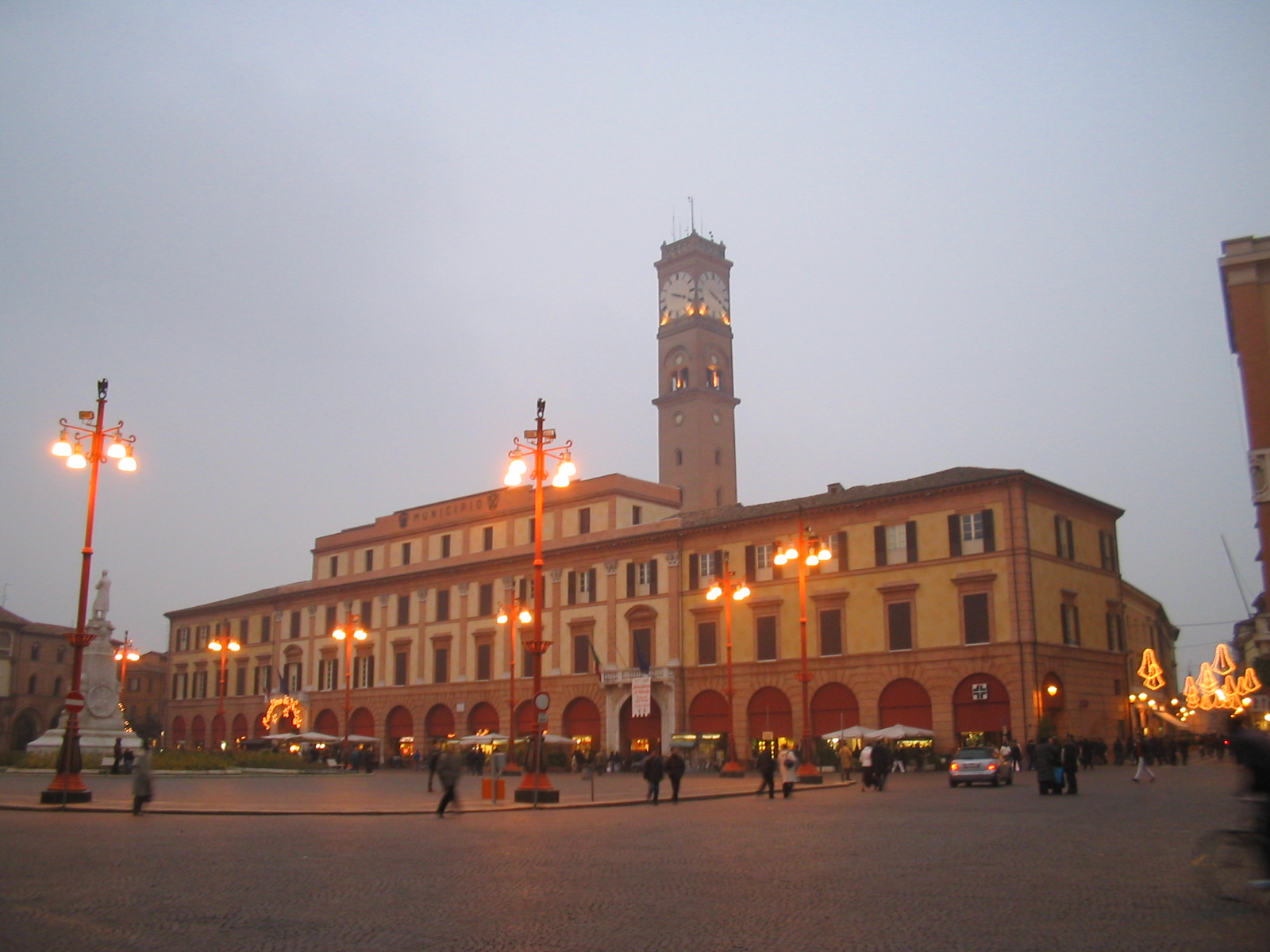
アウレリーオ・サッフィ広場

- アウレリーオ・サッフィ広場（it:Piazza Aurelio Saffi）　-　市中心部の広場。
- サン・メルクリアーレ教会（it:Abbazia di San Mercuriale）
- パラッツォ・サンジョルジ（it:Palazzo Sangiorgi）

## 人物

### 著名な出身者
- エルコーレ・バルディーニ （自転車競技選手）
- リッカルド・サポナーラ （サッカー選手）
- メロッツォ・ダ・フォルリ （画家）
- ジョヴァンニ・デッレ・バンデ・ネーレ （軍人）
- カルロ・マテウッチ （神経生理学、物理学者）
- ジュリエッタ・シミオナート （オペラ歌手）
- ロマーノ・ムッソリーニ （ジャズピアニスト）
- マルコ・アンブロジーニ （作曲家、演奏家）
- アンドレア・ドヴィツィオーゾ （モーターバイクレーサー）

ムッソリーニ

## 姉妹都市
- アヴェイロ, ポルトガル
- ブールジュ, フランス
- チチェスター, イギリス
- エレクトレナイ, リトアニア
- カールスルーエ, ドイツ
- ピーターバラ, イギリス
- プウォツク, ポーランド
- en:Skövde, スウェーデン
- ソルノク, ハンガリー
- ブラチスラヴァ, スロバキア